# Remigia subtilis
Remigia subtilis är en fjärilsart som beskrevs av Walker 1858. Remigia subtilis ingår i släktet Remigia och familjen nattflyn. Inga underarter finns listade.

## Bildgalleri

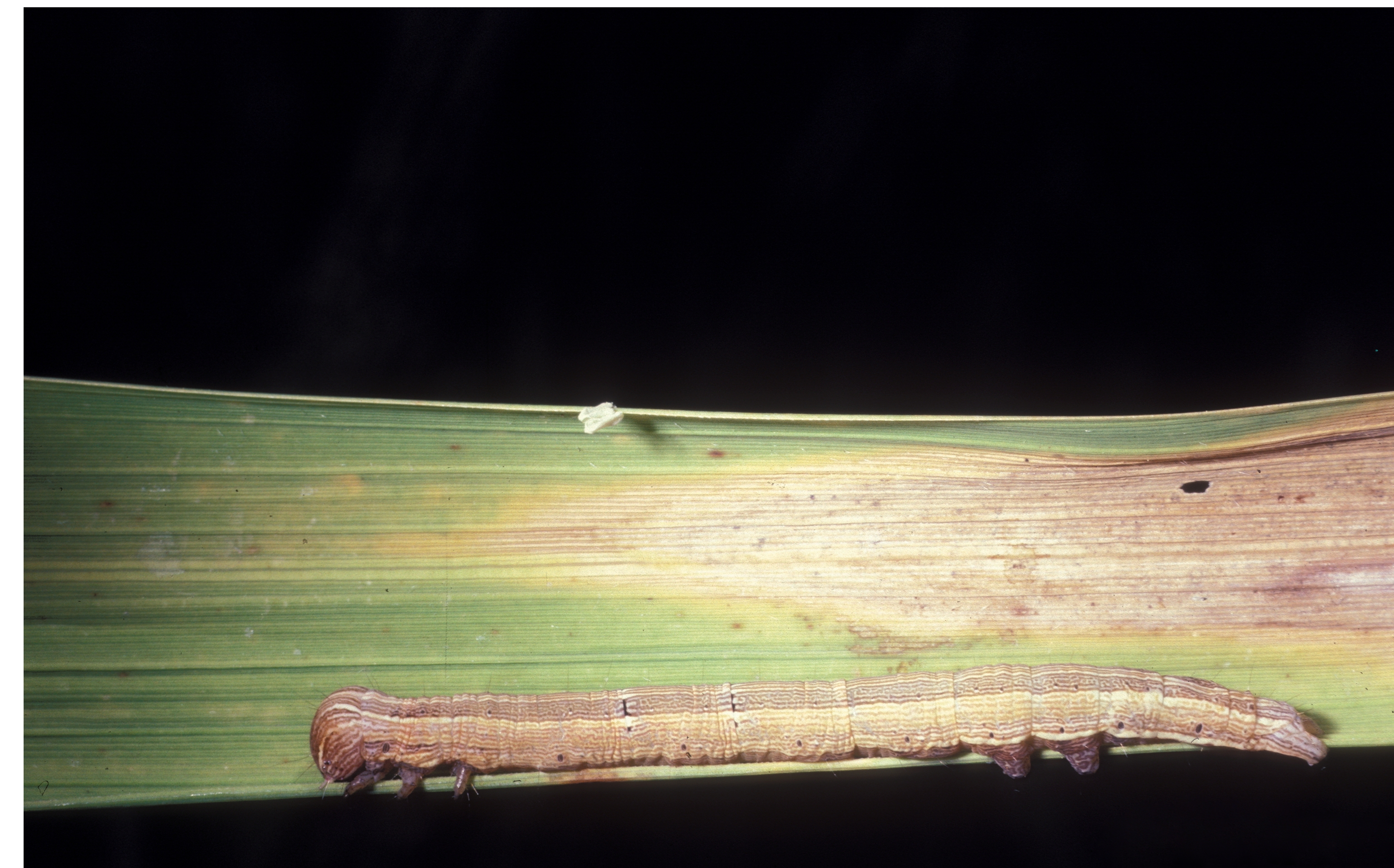